# Ron Baensch
Ronald „Ron“ Baensch (* 5. Juni 1939 in Melbourne; † 28. Dezember 2017) war ein australischer Bahnradsportler.

## Radsport-Laufbahn
1960 startete Ron Baensch bei den Olympischen Sommerspielen in Rom im Sprint und belegte Platz vier, nachdem er im Finale um Platz drei dem Italiener Valentino Gasparella unterlegen war. Ebenfalls 1960 wurde er australischer Meister im Sprint. Baensch siedelte nach der Olympiade 1960 mit seinem Bruder Kevin und Brian Dew nach Großbritannien über. Die Gruppe versprach sich davon bessere Start- und Trainingsmöglichkeiten. Daraufhin wurden die Fahrer vom australischen Verband nicht mehr für die Commonwealth Games nominiert.
1961 belegte Baensch bei den Bahn-Weltmeisterschaften in Zürich Platz drei im Sprint der Amateure. 1962 siegte er im Großen Preis von Polen im Sprint. 1962 und 1963 gewann er die traditionsreiche Champion of Champions Trophy.
1964 wurde er Profi. Bei der Bahn-WM im selben Jahr in Paris wurde er Vize-Weltmeister im Sprint der Profis, 1965 wurde er Dritter und 1966 nochmals Zweiter. Er nahm im Zeitraum von 1961 bis 1970 an allen Bahnradsport-Weltmeisterschaften teil.
1965 belegte Ron Baensch beim renommierten Sprint-Klassiker Grand Prix de Paris den dritten Platz. Zudem startete er bei 46 Sechstagerennen und belegte dreimal einen dritten Platz. 1970 versuchte er sich nochmals als Sprinter, er trat bei den UCI-Bahn-Weltmeisterschaften an, blieb nach einer Disqualifikation jedoch ohne Erfolg.

## Doping
Bei den Bahn-Weltmeisterschaften 1967 wurde Baensch positiv auf Ephedrin getestet, disqualifiziert und mit einer Geldstrafe belegt. Er gab an, ein Mittel gegen Erkältung genommen zu haben.